# متحركات الخطم
متحركات الخطم أو شوكيات الرقبة أو متحركات الخرطو (بالإنجليزية: Kinorhyncha)‏ (من اليونانية: κίνηω- (كينو) = متحرك + ρυνχος (رينكوس) = خطم) هي شعبة من اللافقاريات البحرية الصغيرة (1 مم أو أقل) موجودة على نطاق واسع في كافة الأعماق كجزء من كائنات القاع (بالإنجليزية: meiobenthos)‏ داخل الرمل أو الطين. تسمى أيضا تنينات الطين.